# ثين سين
ثين سين (ولد 20 أبريل 1945 - ) هو عسكري وسياسي براهماديشي، تولى منصب رئيس بورما منذ مارس 2011 بعد نتائج انتخابات يحوم حولها الشك والتزوير بحسب المجتمع الدولي والمعارضة حتى تنحيه عن منصبه في مارس 2016 لصالح خليفته المدني تين كياو.

## رئيس وزراء الطغمة الحاكمة
بعد تدهور الحالة الصحية لرئيس الوزراء السابق سوو وين، أخذ ثين سين زمام السلطة في أبريل عام 2007. بعد وفاة وين أصبح 
سين رسميا رئيسا للوزراء في ميانمار (بورما سابقا)، وعلى إثر ذلك قام بزيارات دبلوماسية إلى لاووس و فيتنام و كمبوديا.
كان أول أمين لمجلس الدولة للسلام والتنمية، تخرج عام 1968 من أكاديمية الخدمة العسكرية، ويعتبر رابع أقوى شخصية عسكرية في الطغمة البورمية الحاكمة.

## الرئاسة
تقاعد في 29 أبريل من عام 2010 من المؤسسة العسكرية رفقة 22 مسؤول عسكري، وتولى رئاسة حزب اتحاد التضامن والتنمية كمدني. أثناء الانتخابات المثيرة للجدل التي جرت في نفس العام، حقق حزبه فوزا كاسحا كما تحصل على ما يقارب 80% من المقاعد في مجلس النواب المسمى پييذو لوتو الذي انتخبه في 11 فبراير 2011 رئيسا لميانمار. أدى القسم في 30 مارس 2011 رفقة نائبيه أمام البرلمان الجديد.

## روابط خارجية
- ثين سين على موقع الموسوعة البريطانية (الإنجليزية)
- ثين سين على موقع مونزينجر (الألمانية)